# Грушево-Дубовское сельское поселение
Грушево-Дубовское сельское поселение — муниципальное образование в Белокалитвинском районе Ростовской области.
Административный центр поселения — хутор Грушевка.

## Административное устройство
В состав Грушево-Дубовского сельского поселения входят:
- хутор Грушевка,
- хутор Голубинка,
- хутор Дубовой,
- хутор Казьминка,
- хутор Семимаячный,
- хутор Чернышев.

## Население
| 2010  | 2012  | 2013  | 2014  | 2015  | 2016  | 2017  |
| ----- | ----- | ----- | ----- | ----- | ----- | ----- |
| 2332  | ↘2274 | ↘2198 | ↘2126 | ↘2092 | ↘2037 | ↘2003 |
| 2018  | 2019  | 2020  | 2021  |       |       |       |
| ↘1980 | ↘1961 | ↘1959 | ↘1931 |       |       |       |